# Bajo Miño
El Bajo Miño (O Baixo Miño en gallego y oficialmente) es una comarca gallega en el sur de la provincia de Pontevedra, con capital en Tuy. 
Limita al sur con Portugal por la frontera natural del río Miño y por tierra con las comarcas de Vigo y El Condado.

## Municipios

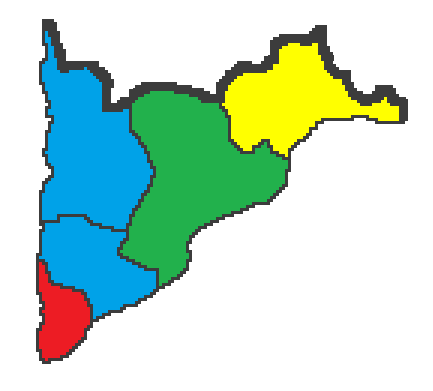
PSdeG
BNG (O Rosal) / PP(Oia)
BNG
PSdeG

Consta de los siguientes municipios:
- La Guardia
- El Rosal
- Oya
- Tomiño
- Tuy

## Estadísticas

Municipios y localización de la comarca en la provincia de Pontevedra.

| Municipio  | Extensión (km²) | Población (2012) (hab.) | Densidad (hab./km²) |
| ---------- | --------------- | ----------------------- | ------------------- |
| La Guardia | 20,5            | 10.453                  | 509,9               |
| Oya        | 83,3            | 3.101                   | 37,2                |
| El Rosal   | 44,1            | 6.574                   | 149,1               |
| Tomiño     | 106,6           | 13.738                  | 128,9               |
| Tuy        | 68,3            | 17.200                  | 252,3               |
| TOTAL      | 322,8           | 51.096                  | 158,3               |

Fuente: IGE